# Kaplica mariawicka w Jędrzejowie Nowym
Kaplica mariawicka w Jędrzejowie Nowym – świątynia mariawicka w Jędrzejowie Nowym, filia parafii św. Jana Chrzciciela w Cegłowie wchodzącej w skład diecezji lubelsko-podlaskiej Kościoła Starokatolickiego Mariawitów w RP.

## Opis
Kaplica położona jest w Jędrzejowie Nowym, w gminie Jakubów, w powiecie mińskim w województwie mazowieckim. Świątynia usytuowana jest w centrum wsi, przy drodze krajowej nr 92 oraz w pobliżu drogi prowadzącej do Cegłowa. Filia w Jędrzejowie Nowym oddalona jest od kościoła parafialnego w Cegłowie o niespełna 6 km.
Kaplica została wybudowana około 1906 przez miejscowych mariawitów w stylu neogotyckim. W latach 1930–1990 kaplicą opiekowała się siostra diakonisa Natalia Maria Makryna Siuta, która mieszkała w przyległej do kaplicy izbie. Siostra udzielała pomocy miejscowym Żydom w czasie II wojny światowej. Jako diakonisa na początku swej działalności przewodniczyła modlitwom, udzielała Komunii Świętej i odprawiała adorację.
Świątynia składa się z trzech części: kaplicy, zakrystii oraz przedsionka. Budowla drewniana, salowa, zamknięta prostokątnie. Dach blaszany, jednokalenicowy. Od frontu blaszana wieżyczka z ostrosłupowym hełmem nad latarnią. W głównej części (kaplicy) znajduje się ołtarz z tabernakulum, nad którym umieszczony jest obraz Matki Boskiej Nieustającej Pomocy. Ponadto na bocznej ścianie zawieszona jest niewielka tablica informacyjna o godle Kościoła Starokatolickiego Mariawitów, przedstawiająca jego historię i symbolikę. W zakrystii umieszczone są obrazki św. Marii Franciszki Kozłowskiej, kapłana Bolesława Marii Łukasza Wiechowicza – założyciela parafii w Cegłowie i apostoła mariawityzmu na Podlasiu oraz grobu Pańskiego.
Opiekę duszpasterską w kaplicy sprawuje kapłan Dariusz Maria Zenon Miklus, rezydent parafii św. Anny w Piasecznie.